# Д-44 (танкетка)
Д-44 — проект танкетки, разработанный в 1932 году совместными усилиями Управления по механизации и моторизации РККА, руководителя Николая Дыренкова и завода № 2 Всесоюзного автотракторного объединения. Был создан в рамках попыток сделать более современной танкетку Т-27 (в ходе серийного выпуска последней). Отличия от Т-27: возможность вращения башни и лучшая подвеска (подвеска имела идентичную с Т-27 конструктивную схему). Серийно не производился.